# 鹿児島市立玉江小学校
鹿児島市立玉江小学校（かごしましりつ たまえしょうがっこう）は、鹿児島県鹿児島市下伊敷一丁目にある公立小学校。

## 沿革
- 1878年（明治11年） - 下伊敷字脇ノ谷に大平小学校開校[1]。
- 1889年（明治22年） - 玉江橋横に移転し玉江小学校に改称。
- 1941年（昭和16年） - 玉江国民学校に改称。
- 1947年（昭和22年） - 伊敷村立玉江小学校に改称[2]。
- 1948年（昭和23年） - 草牟田に所在していた鶴尾小学校を玉江小学校に統合[2][1]。
- 1950年（昭和25年） - 伊敷村が鹿児島市に編入されたのに伴い、鹿児島市立玉江小学校に改称。
- 1959年（昭和34年） - 現在地に移転。
- 1965年（昭和40年） - 整肢園分校が廃止され、鹿児島市立伊敷中学校整肢園分校と共に鹿児島県立養護学校伊敷分校（現在の鹿児島県立桜丘養護学校の前身）となる[3]。

## 通学区域
玉江小学校の通学区域には以下の町丁の区域が指定されている。
- 草牟田町の一部
- 永吉二丁目の一部
- 伊敷一丁目の一部
- 下伊敷一丁目の全域及び下伊敷二、三丁目の一部
- 小野町の一部
- 小野一丁目から四丁目の全域